# Principaat
Het principaat (de heerschappij van de princeps) was de staatsvorm die Imperator Caesar Augustus heeft geënt op de overblijfselen van de oudere Romeinse Republiek. Hij deed dit door de oud-republikeinse titel van princeps te bekleden met de verschillende bevoegdheden die aan zijn persoon waren toegekend door de senaat. Het principaat was de eerste fase van het Romeinse Keizerrijk.
In tegenstelling tot zijn adoptievader Julius Caesar belemmerde Augustus de republikeinse instellingen niet, maar hij beheerste ze wel. De princeps was door zijn bevoegdheden in staat in te grijpen tegen de republikeinse magistraten. Zo verloor de senaat ook zijn laatste restje aan macht.
Na zijn dood in 14 neemt zijn adoptiezoon Tiberius, aan wiens persoon ook al verschillende bevoegdheden waren toegekend, op aandringen van de Senaat en zijn moeder aarzelend de positie van princeps in. Hierdoor wordt het instituut van het principaat officieel een feit. Vanaf nu zal bij de dood van een princeps een nieuwe princeps worden aangesteld die dezelfde bevoegdheden zal krijgen als zijn voorganger. Deze bevoegdheden, die aan de persoon van de princeps verbonden waren, werden meestal al op voorhand verleend aan de beoogde opvolger(s).
Deze bevoegdheden impliceerden altijd de tribunicia potestas, d.i. (de facto) de bevoegdheid van tribunis plebis, omdat het tot diens prerogatieven behoorde om besluiten van iedere magistraat en elk publiek lichaam (Senaat en Volksvergadering) te verbieden, waar de term veto (ik verbied) afkomstig van is.
Met al deze vergaande bevoegdheden aan een persoon toegekend was deze feitelijk een alleenheerser die acties van de senaat en andere personen of lichamen in het Romeinse staatsapparaat die hem niet aanstonden effectief kon blokkeren. In de praktijk had Augustus (en zijn opvolgers) de absolute macht van de vroegere Romeinse dictator. Dit was een tijdelijke functie (voor 6 maanden) echter met vergaande bevoegdheden die oorspronkelijk in crisistijd door de senaat aan een magistraat werd toegekend om, ongehinderd door het staatsapparaat, de crisis te lijf te gaan. De republikeinse façade werd door de opvolgers van Augustus nog lang opgehouden. Allengs etaleerden de opvolgende keizers hun macht echter steeds ongegeneerder en lieten zich uiteindelijk openlijk heer en god (dominus et deus) over alle Romeinen noemen tijdens het Dominerende tijdsperk.

## Voetnoot
1. ↑  Een mooi voorbeeld hiervan is de zogenaamde Lex de imperio Vespasiani.